# Mayman Nunatak
Mayman Nunatak är en nunatak i Antarktis. Den ligger i Östantarktis. Australien gör anspråk på området. Toppen på Mayman Nunatak är 924 meter över havet.
Terrängen runt Mayman Nunatak är platt åt sydväst, men åt nordost är den kuperad. Trakten är obefolkad. Det finns inga samhällen i närheten. 